# سیارک ۲۵۳۷۰
سیارک ۲۵۳۷۰ (به انگلیسی: 25370 Karenfletch، نامگذاری:1999TW144) بیست و پنج هزار و سیصد و هفتادمین سیارک کشف شده‌است که در ۷ اکتبر ۱۹۹۹ کشف شد.
قدر مطلق سیارک برابر ۸.۱ است.